# 弯唇原盒螺
弯唇原盒螺（学名：Eocylichna sigmolabris）为三叉螺科原盒螺属的动物。

## 分佈
分布于日本本州，包括东中国海等海域，属于温带性种类。其多栖息于潮下带浅水区的细砂质底。

## 外部連結
- 維基物種上的相關：弯唇原盒螺